# Weres-2 Równe
Weres-2 Równe (ukr. Рівненський народний клуб «Верес-2», Riwnenśkyj Narodnyj Kłub "Weres-2") – filialna drużyna ukraińskiego klubu piłkarskiego Weres Równe z siedzibą w mieście Równe, na zachodzie kraju, grająca w sezonie 2024/25 w Druhiej-lidze.

## Historia
Chronologia nazw:
- 1957: Kołhospnyk-D Równe (ukr. ФК «Колгоспник-Д» (Рівне))
- 1967: Horyń-D Równe (ukr. ФК «Горинь-Д» (Рівне))
- 1972: Awanhard-D Równe (ukr. ФК «Авангард-Д» (Рівне))
- 1991: Weres-2 Równe (ukr. ФК «Верес-2» (Рівне))
- 2006: Riweń-Weres-2 Równe (ukr. РФК «Рівень-Верес-2» (Рівне))
- 2011: klub rozwiązano
- 2015: Weres-2 Równe (ukr. РФК «Верес-2» (Рівне))
- 2016: Weres-Wodnyk Równe (ukr. РФК «Верес-Водник» (Рівне))
- 2017: Weres-2 Równe (ukr. РНК «Верес-2» (Рівне))
- 2024: Weres-Izotop-2 Równe (ukr. ФК «Верес-Ізотоп-2» (Рівне))
- 2024: klub rozwiązano

Druga drużyna piłkarska Kołhospnyk-D została założona w Równem jako drużyna rezerw (litera D to początek słowa Dublerzy) klubu Kołhospnyk Równe w 1957 roku, a w 1967 i 1972 po zmianie nazwy klubu przyjęła nazwę odpowiednio Horyń-D, a potem Awanhard-D. Drużyna rezerw sporadycznie brała udział w mistrzostwach obwodu rówieńskiego.
Po uzyskaniu niepodległości przez Ukrainę drużyna rezerwowa Weresu zmieniła nazwę na Weres-2. Zespół kontynuował występy w mistrzostwach obwodu rówieńskiego. W 2006 zmienił nazwę na Riweń-Weres-2. W 2011 klub został rozwiązany. 
W 2015 roku klub odrodził się jako Weres-2, a następnym 2016 zmienił nazwę na Weres-Wodnyk i startował w mistrzostwach obwodu rówieńskiego. W 2017 klub przywrócił nazwę Weres-2.
W czerwcu 2023 roku klub zgłosił się do rozgrywek Drugiej ligi (D3) i otrzymał status profesjonalny, ale jeszcze przed rozpoczęciem sezonu 2024/25 zrezygnował z występów. Powodem rezygnacji było to, że drużyna miała rozgrywać domowe mecze w Waraszu, jednak w mieście znajduje się strategicznie ważny obiekt – Rówieńska Elektrownia Jądrowa, która wymaga wzmożonych środków bezpieczeństwa.

## Barwy klubowe, strój, herb, hymn
|  |  |

Klub ma barwy czerwono-czarne. Piłkarze domowe spotkania zazwyczaj grają w czerwonych koszulkach, czerwonych spodenkach oraz czerwonych getrach.

## Sukcesy

### Trofea międzynarodowe
Do chwili obecnej klub jeszcze nigdy nie zakwalifikował się do rozgrywek europejskich.

### Trofea krajowe
| \| \| Zdobyte trofea w rozgrywkach Ukrainy (stan na: 31-05-2025) \| |                                                            |      |          |
| Rozgrywki                                                           | Osiągnięcie                                                | Razy | Sezon(y) |
| · Mistrzostwo                                                       | I miejsce                                                  | 0    |          |
| · Mistrzostwo                                                       | II miejsce                                                 | 0    |          |
| · Mistrzostwo                                                       | III miejsce                                                | 0    |          |
| II liga                                                             | I miejsce                                                  | 0    |          |
| II liga                                                             | II miejsce                                                 | 0    |          |
| II liga                                                             | III miejsce                                                | 0    |          |
| Ukraina                                                             | Zdobyte trofea w rozgrywkach Ukrainy (stan na: 31-05-2025) |      |          |

## Poszczególne sezony

### Rozgrywki międzynarodowe

#### Europejskie puchary
Nie uczestniczył w rozgrywkach europejskich.

### Rozgrywki krajowe
| \| Ukraina \| Bilans występów klubu w rozgrywkach piłkarskich Ukrainy (Stan na 31 maja 2025 r.) \| \| |                                                                                   |        |       |   |   |   |    |    |     |         |        |        |      |
| Poziom                                                                                                | Rozgrywki                                                                         | Sezony | Mecze | Z | R | P | B+ | B– | Pkt | Lata    | Awanse | Spadki | Naj. |
| I | Wyszcza liha / Premier-liha                                                       | 0      |       |   |   |   |    |    |     |         | 0      | 0      |      |
| II | Persza liha                                                                       | 0      |       |   |   |   |    |    |     |         |        |        |      |
| III                                                                                                   | Druha liha                                                                        | 1      |       |   |   |   |    |    |     | 2024/25 | 0      | 0      |      |
| IV | Amatorska liha                                                                    | 0      |       |   |   |   |    |    |     |         | 0      | 0      |      |
| | Puchar Ukrainy                                                                    | 0      |       |   |   |   |    |    |     |         | 0      | 0      |      |
| Ukraina                                                                                               | Bilans występów klubu w rozgrywkach piłkarskich Ukrainy (Stan na 31 maja 2025 r.) |        |       |   |   |   |    |    |     |         |        |        |      |

## Piłkarze, trenerzy, prezydenci i właściciele klubu

### Piłkarze

#### Aktualny skład zespołu
Klub ma wspólną listę zawodników na sezon z pierwszą drużyną Ruchu Lwów.

## Struktura klubu

### Stadion
Drużyna rozgrywa swoje mecze domowe w Równem na stadionie Awanhard, który może pomieścić 7122 widzów.

## Kibice i rywalizacja z innymi klubami

### Derby
- Wołyń-2 Łuck